# Chenega-Gletscher
Der Chenega-Gletscher ist ein Gletscher an der Ostküste der Kenai-Halbinsel im US-Bundesstaat Alaska. Er befindet sich im Chugach National Forest knapp 130 km südöstlich von Anchorage.

## Geografie
Der 19 km lange Chenega-Gletscher bildet einen Auslassgletscher des Sargent Icefield. Sein Nährgebiet liegt auf einer Höhe von 750 m. Der Tiger-Gletscher strömt in nordöstlicher Richtung und endet am Kopf des Nassau-Fjord, einer nördlichen Seitenbucht der Icy Bay, die wiederum eine Seitenbucht des Prinz-William-Sunds darstellt. Der Gletscher besitzt eine mittlere Breite von 4,8 km.

## Namensgebung
Der Gletscher erhielt seinen Namen im Jahr 1905 vom U.S. Geological Survey. Der Gletschername bezieht sich auf die damals auf Chenega Island gelegene Ortschaft Chenega.